# پوربوی
پوربوی (به مجاری:  Pörböly) یک شهرداری در مجارستان است که در ناحیه سکسارد واقع شده‌است. پوربوی ۱۱٫۱ کیلومتر مربع مساحت و ۵۴۱ نفر جمعیت دارد.